# Distrikt Polobaya
Der Distrikt Polobaya liegt in der Provinz Arequipa in der Region Arequipa in Südwest-Peru. Der Distrikt wurde am 7. Mai 1952 gegründet. Er besitzt eine Fläche von 398 km². Beim Zensus 2017 wurden 931 Einwohner gezählt. Im Jahr 1993 lag die Einwohnerzahl bei 1329, im Jahr 2007 bei 1445. Die Distriktverwaltung befindet sich in der 3091 m hoch gelegenen Ortschaft Polobaya Grande mit 123 Einwohnern (Stand 2017). Polobaya Grande liegt 25 km südöstlich der Provinz- und Regionshauptstadt Arequipa. Im Südosten des Distrikts befindet sich ein Marienwallfahrtsort mit der Kirche Virgen de la Candelaria de Chapi.

## Geographische Lage
Der Distrikt Polobaya liegt im äußersten Südosten der Provinz Arequipa. Im Nordosten reicht der Distrikt bis an das Bergmassiv des Vulkans Picchu Picchu. Der Süden des Distrikts besteht aus Wüstenlandschaft.
Der Distrikt Polobaya grenzt im Westen an den Distrikt Yarabamba, im äußersten Nordwesten an den Distrikt Quequeña, im Norden an den Distrikt Pocsi, im Osten an den Distrikt Puquina (Provinz General Sánchez Cerro), im Süden an den Distrikt La Capilla (ebenfalls in der Provinz General Sánchez Cerro) sowie im äußersten Südwesten an den Distrikt Cocachacra (Provinz Islay).